# Десети конен полк
Десети конен полк е български кавалерийски полк, формиран през 1901 година и взел участие в Балканската (1912 – 1913), Междусъюзническата (1913), Първата (1915 – 1918) и Втората световна война (1941 – 1945).

## Формиране
На 4 юли 1901 година, с указ №40 в Лом е формиран 6-и кавалерийски дивизион към 2-ри конен полк. През 1906 година, с указ №149 от 27 декември 6-и кавалерийски дивизион се развръща в полк, който се установява в Шумен. Състои се от 3 ескадрона и влиза в състава на 3-та конна бригада.

## Балкански войни (1912 – 1913)
По време на Балканската война (1912 – 1913) полкът участва във военните действия при Гечкенли и Гаджиамур на 10 октомври (23 октомври нов стил) 1912 година. Два дни по-късно, на 12 октомври (25 октомври нов стил) участва в боевете с неприятелската кавалерия провели се при Гебелер, Мусуч и Хасънкьой. Взема участие и в Люлебургаско-Бунархисарската операция от 16 – 18 октомври (29 до 31 октомври нов стил), като и в Чаталджанската операция на 4 и 5 ноември (17 и 18 ноември нов стил).
В началото на Междусъюзническата война (1913), от 19 до 22 юни (2 – 5 юли нов стил) полкът разузнава и охранява Кукушката позиция между река Галик и околните височини, след което на 23 и 24 юни (6 и 7 юли нов стил) охранява изтеглящите се части от Втора армия при отстъплението им в посока Демир Хисар – Рупел, а на 27 и 28 юни (9 и 10 юли нов стил) охранява отстъпващите български части по долината на река Струмица и шосето Левуново – Баня. От 29 юни до 3 юли (12 – 16 юли нов стил) охранява войските, които отстъпват в посока Свети Врач – Левуново, а на 4, 5 и 6 юли (17 – 19 юли нов стил) охранява отстъплението на войските ни по долината на река Саз.

## Първа световна война (1915 – 1918)
Десети конен полк взема участие и в Първа световна война (1915 – 1918) влиза в състава на 3-та конна бригада и се състои от 4 ескадрона и един картечен ескадрон, като от 1 октомври 1915 година до 4 май 1916 година е в охрана на Добруджанската граница. От 5 май до 22 юни 1916 година е разквартирован в Самоков. По-късно, от 16 август до 14 септември взема участие в офанзивните действия към Лерин, като осветлява посоката Негочани – Върбени – Баница – Горничево – Суровичево – Пътеле – Бегна.
По-късно 10-и конен полк прикрива отстъплението на Първа армия от 14 до 19 септември 1916, а от 20 октомври 1916 до 27 май 1917 година е на позиции при Пустец, Трапезица и връх Томорос на Галичица. От 9 юни до 17 юли конният полк е разквартируван в Скопие. От 17 юли 1917 до 29 септември 1918 е разквартируван в Гюмюрджина, Драма и Сармусакли. През 1921 година полкът е реорганизиран в 10-и армейски конен полк, а през 1923 година участва във въдворяването на реда след деветоюнските и септемврийските събития. През 1924 година е преименуван в 10-и конен полк.

## Втора световна война (1941 – 1945)
В началото на Втора световна война (1941 – 1945) 10-и конен полк е на Прикриващия фронт (от 29 април до 20 ноември 1941 година и от 18 декември 1943 до 9 септември 1944), след което участва в първия период на войната в състава на 2-ра конна бригада от 2-ра конна дивизия. На 17 октомври 1944 година настъпва към Бояново, след което продължава на юг по река Морава, като участва в боя при Кралека кука и в преследването на германските войски в посока Гниляне-Прищина. Убитите по време на военните действия са 41 души.
С указ № 6 от 5 март 1946 г. издаден на базата на доклад на Министъра на войната № 32 от 18 февруари 1946 г. е одобрена промяната на наименованието на полка от 10-и конен на Н.В. Царица Йоанна полк на 10-и конен полк.

## Наименования
През годините полкът носи различни имена според претърпените реорганизации:
- Шести кавалерийски дивизион (4 юли 1901 – 2 декември 1906)
- Десети конен полк (2 декември 1907 – 1920)
- Десети армейски конен полк (1921 – 1924)
- Десети конен полк (1924 – 19 ноември 1932)
- Десети конен на Н.В. Царица Йоанна полк (19 ноември 1932 – 5 март 1946)
- Десети конен полк (от 5 март 1946 г.)

## Командири
Званията са към датата на заемане на длъжността.
| №   | звание       | име                   | дати                                |
| --- | ------------ | --------------------- | ----------------------------------- |
| 1.  | Подполковник | Тодор Кабакчиев       | 11 август 1901 – 24 септември 1902  |
| 2.  | Подполковник | Иван Димитров         | 24 септември 1902 – 1 януари 1907   |
| 3.  | Майор        | Иван Табаков          | 1 януари 1907 – 1 януари 1911       |
| 4.  | Подполковник | Мирон Тошков          | 1 януари 1911 – 11 октомври 1913    |
| 5.  | Майор        | Владимир Даскалов     | 11 октомври 1913 – 8 декември 1916  |
| 6.  | Подполковник | Страти Гешев          | 27 септември 1916 – 21 май 1919     |
| 7.  | Подполковник | Максим Христов        | 21 май 1919 – 7 ноември 1919        |
| 8.  | Подполковник | Павел Христов         | 5 септември 1919 – 20 октомври 1920 |
| 9.  | Подполковник | Георги Кисьов         | 20 октомври 1920 – 26 декември 1920 |
| 10. | Подполковник | Александър Стоянов    | 26 декември 1920 – 10 януари 1924   |
| 11. | Подполковник | Стефан Даскалов       | от 10 януари 1924                   |
|     | Подполковник | Николай Куюмджиев     | 1924                                |
|     | Полковник    | Александър Марков     | от април 1924                       |
|     | Подполковник | Стефан Даскалов       | към 1926                            |
|     | Полковник    | Николай Куюмджиев     | 1929 – 1933                         |
|     | Полковник    | Асен Неделчев         | 1933 – 1935                         |
|     | Подполковник | Рую Руев              | 1935 – 1936                         |
|     | Подполковник | Христо Терзиев        | от 1936                             |
|     | Полковник    | Георги Генев          | 1938 – 1939                         |
|     | Подполковник | Благой Петров         | от 1944                             |
|     | Подполковник | Владимир Дограмаджиев |                                     |
|     | Полковник    | Иван Хубенов          | 1944 – 1946                         |
|     | Полковник    | Димитър Попов         | 1945 – 1947?                        |
|     | Полковник    | Никола Краснов        | 1947 – 1948?                        |